# Gasmuseet
Gasmuseet (ofte skrevet som GASmuseet) er et teknisk museum, der beskæftiger sig med bygas. Det er indrettet i det gamle bygasværk i Hobro, der oprindeligt blev opført 1898. Museet åbnede i 1998.
Museets udstilligner rummer bl.a. fortællinger om gas som energikilde i Danmark fra starten af 1800-tallet og frem. samt gasdrevne apparater som bl.a. gaslamper, køleskabe og gasovne.